# Acantholimnophila
Acantholimnophila es un género de dípteros nematóceros perteneciente a la familia Limoniidae.

## Especies
- Contiene las siguientes especies:
- A. bispina (Alexander, 1922)
- A. maorica (Alexander, 1922)